# Sotik
Sotik är en ort i Kenya. Den ligger i länet Kericho, i den sydvästra delen av landet, 200 km väster om huvudstaden Nairobi. Sotik ligger 1 828 meter över havet och antalet invånare är 2 600.
Terrängen runt Sotik är platt åt nordost, men åt sydväst är den kuperad. Runt Sotik är det ganska tätbefolkat, med 207 invånare per kvadratkilometer. Närmaste större samhälle är Nyamira, 17,3 km väster om Sotik. Omgivningarna runt Sotik är en mosaik av jordbruksmark och naturlig växtlighet.